# La Autonomía
La Autonomía: periódico republicano democrático federal, va ser un periòdic reusenc de tendència republicana federal que aparegué el 19 d'abril de 1890 i desaparegué el 31 de març de 1901.

## Història
Inicia la seva publicació com a setmanari en una primera etapa que sembla que no dura més d'un any i que va ser substituït per La República Federal entre 1892 i 1893, quan les dues branques federals actives a Reus es van fusionar. Es reprèn la publicació encara setmanalment el 6 de gener de 1894, perquè la unió republicana no va quallar, amb el subtítol de "defensora del partído único". El 26 de maig d'aquell any anuncien que aquest és l'últim número com a setmanari: "La importancia adquirida por el partido republicano revolucionario de Reus con motivo de la unión […] y la conveniencia para las ideas de progreso de repetir a todas horas las excelencias de la Democracia reclamaban reforma tan importante como és la de crear una publicación diaria en esta ciudad que todas estas ideas exponga ..." Manifesta que seguirà defensant principalment el partit republicà únic "y para eso faltará solamente que el público dispense al nuevo diario la acogida dispensada al semanario". L'1 de juny de 1894 es converteix en diari fins a la seva desaparició el 1901.

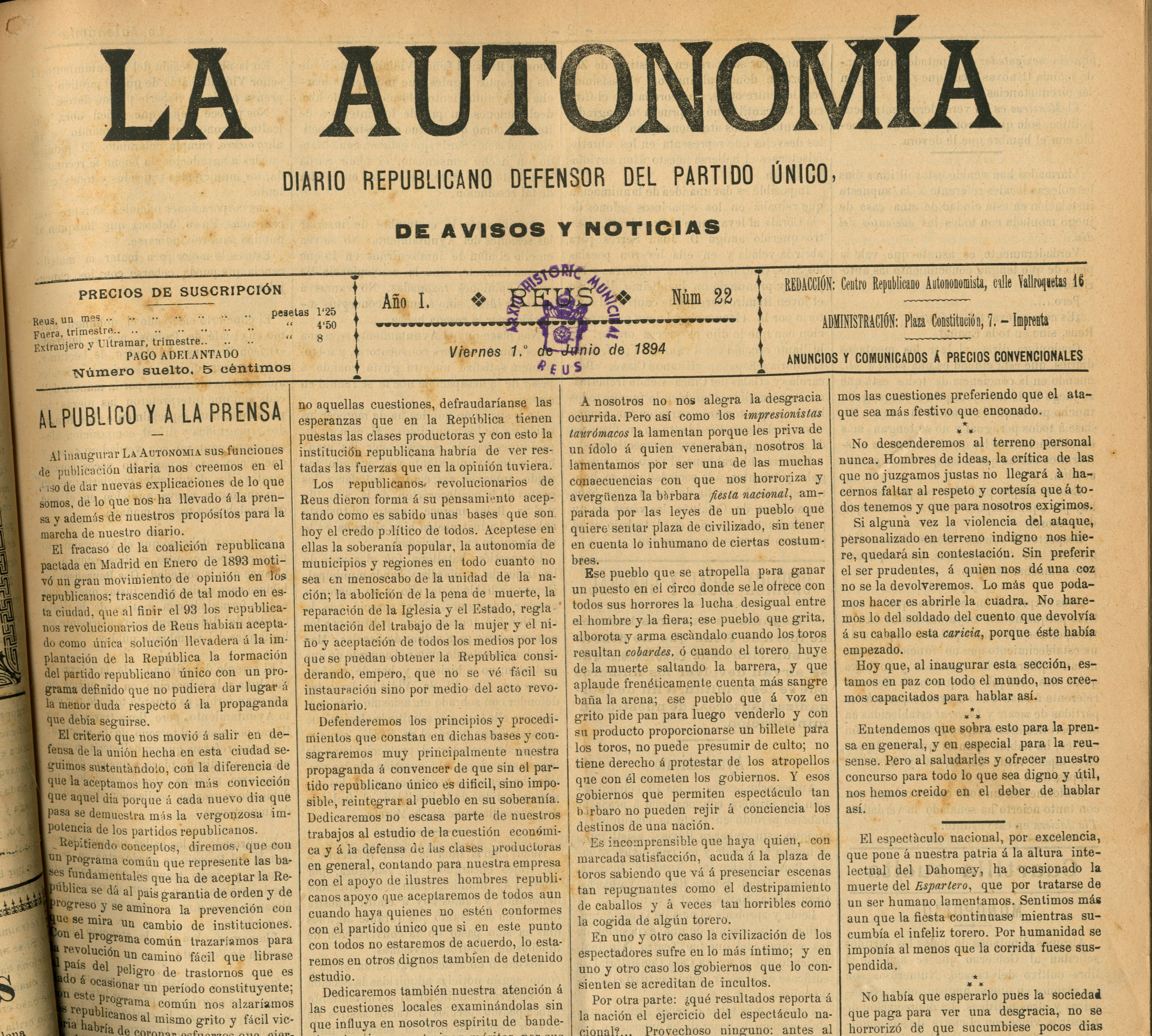
La Autonomia diario

Mentre era setmanari va publicar articles de tipus doctrinal i teòric en la línia de Pi i Margall, però a partir de la seva publicació diària fa seguiment de les actuacions de l'administració municipal i segueix amb molta atenció la vida política estatal. Això fa que s'assembli en el seu contingut a l'altre diari local republicà possibilista, Las Circunstancias. Polemitzà amb El Coalicionista, que preconitzava la unió dels republicans federals. Durant una època, a partir del gener de 1899, alguns membres del Grup modernista de Reus, especialment Josep Aladern i Màrius Ferré, afiliat al partit, varen col·laborar en una secció literària que sortia els divendres, "Los viernes de La Autonomía" publicant escrits, narracions i poesies. A aquests "divendres" s'hi incorporen Pere Cavallé, Ròmul Salleres, Josep Conangla, Hortensi Güell i Antoni Isern. També hi col·laboraven Josep Anguera i Bassedas, Anton Marca i Boada i Pere A. Savé. Aquesta col·laboració va ser important per la divulgació del Modernisme a Reus i a la comarca. De fet, quan va aparèixer la secció, el periòdic va ser felicitat per publicacions republicanes d'arreu de l'estat i fins i tot de fora de l'estat. La secció havia estat una aposta personal del seu director Cristobal Litrán. La iniciativa va durar poc. A mitjans d'any, alguns col·laboradors de la colla van anar marxant, ja que el compromís ideològic amb els ideals republicans autonomistes eren més aviat conjunturals i molt dèbils. Els modernistes volien un espai per publicar els seus llargs poemes lírics i proclamar els seus sentiments, i La Autonomía necessitava ideòlegs que aportessin escrits de reflexió sociològica i moral compromesos amb l'ideal republicà. Anton Marca i Boada es va enfrontar amb els antics companys de colla, sobretot amb Pere Cavallé, que ja no va poder contestar des de La Autonomia perquè ja n'havia marxat. Però els membres de la Colla modernista van tenir influència en el pensament republicà del moment: van normalitzar la presència del català en les pàgines dels periòdics republicans, van estendre la influència del modernisme literari, i durant l'inici del segle xx, aquesta influència es va fer notar en els pròcers republicans locals. I va divulgar figures literàries internacionals notables: a més dels inevitables Víctor Hugo, Honoré de Balzac o Zola, amb referència especial a l'Afer Dreyfus, es van donar a conèixer les principals referències ideològiques i artístiques de finals de segle, i van divulgar assaigs biogràfics o fragments traduïts de John Ruskin, August Strindberg i Friedrich Nietzsche.
El director de la primera època va ser Ignasi Bo i Singla. A la segona, el mateix Bo, Julià Nougués i Cristobal Litrán. Redactors i col·laboradors: Joan Arbós Aleu, J. Lluhí Rissech, Roque Guinart, J. Carbonell, J. Mercadé Martí, Antoni Borrell Sugranyes, J. Marca i Boada, Màrius Ferré, Pere Ferré Solanes, Antoni Gabinyau i altres. Joan Montseny i Teresa Mañé van col·laborar a La Autonomía rebatent els articles antianarquistes del conservador Diari de Reus
L'any 1895, a causa de l'inici de la guerra d'Independència de Cuba, Gras i Elies explica que per un article titulat "Los atropellos a la prensa", "los señores Mercadé, Borrell y Nougués, por haber protestado desde las columnas de La Autonomía, del acto llevado a cabo por unos militares contra El Resúmen y otros diarios madrileños fueron procesados militarmente y conducidos a las cárceles de este partido". L'exèrcit va assaltar el diari madrileny El Globo, a més de El Resumen, i va detenir Morayta i Eusebi Coromines entre altres personalitats republicanes. El febrer de 1897 el periòdic convocà una Assemblea Popular Republicana amb la finalitat de forjar la unitat entre els republicans, i Reus es convertí per unes setmanes en la capital del republicanisme de l'estat. L'assemblea va ser l'inici d'un ampli moviment que es concretà a Madrid amb la fundació de Fusió Republicana, organització que volia superar les velles rivalitats vuitcentistes. Durant els anys 1897 i 1898 es va endurir la persecució contra la premsa, sobretot la republicana, i durant l'estiu de 1898 van haver de passar prèviament la censura. Els periòdics reusencs es van fer ressò de la condemna en ferm a 6 anys de presó del que havia estat director i era col·laborador del periòdic, Ignasi Bo i Singla, per haver demanat "la autonomía para nuestras colonias y el servicio militar obligatorio". Els col·laboradors de La Autonomía van ser els que més processos van patir a la ciutat de Reus. Pel maig de 1899 el periòdic va crear una mena de borsa de treball per mirar de pal·liar la crisi que es vivia a la ciutat i publicava la secció "Tribuna del trabajo", on inseria anuncis d'ofertes i demandes de feina. La iniciativa va fracassar, però un mínim de 10 persones se'n van poder beneficiar.
El 30 de març de 1901 comuniquen als seus lectors que per problemes econòmics el diari deixarà de publicar-se: "La Autonomía, vencida en la lucha económica, se ve obligada a desaparecer como periódico diario...". A partir d'aquest moment tornarà a ser setmanari fins al 29 de desembre de 1901, data en què s'acomiada en un article titulat "Hasta luego", ja que volen reprendre la publicació quan superin les dificultats econòmiques.

## Aspectes tècnics
Tant en l'etapa de setmanari com en la de diari tenia format gran foli i quatre pàgines a quatre columnes. Publicà alguns textos en català. S'imprimia a la impremta d'Eduard Navàs a la primera època i després a la de Celestí Ferrando.

## Localització
- Una col·lecció quasi completa a la Biblioteca Central Xavier Amorós de Reus[10]
- La segona època, en part, a la Biblioteca Pública de Tarragona, digitalitzada a la Biblioteca Virtual de prensa histórica[11]
- Una col·lecció a la Biblioteca del Centre de Lectura de Reus[12]